# 8.º Distrito Congressional do Alabama
O 8º Distrito Congressional do Alabama foi um dos Distritos Congressionais do Estado norte-americano do Alabama, segundo o censo de 1960 sua população era de 383.625 habitantes, o distrito foi extinguido em 1973 após o censo de 1970.